# Pirátská strana Bulharska
Pirátská strana (bulharsky Пиратска Партия) je politická strana v Bulharsku založená na idejích švédské Pirátské strany. Strana je členem Pirátské internacionály a zaměřuje se na reformu autorského práva a patentů, svobodu internetu a otevřené vládnutí.
Strana byla založena 11. dubna 2010 v Sofii, poté co 20 delegátů z různých bulharských měst přijalo jednotlivé články stanov a politický program strany. Zároveň zvolili svoje národní stranické vedení a Angela Todorova správcem strany.